# منتخب موناكو لاتحاد الرغبي
منتخب موناكو الوطني لاتحاد الرغبي (بالفرنسية: Équipe de Monaco de rugby à XV)‏ هو ممثل موناكو الرسمي في المنافسات الدولية في اتحاد الرغبي .